# Виногради (Прага)
Виногради (чеськ. Vinohrady) — район Праги (з 1922), що знаходиться на схід від Нового мєста.
Під назвою Виноградні гори з 1788 року (за іншою версією — від початку самоврядування в 1849 році) був самостійним муніципалітетом, в 1867 році перейменованим в Королівські Виногради. До 1875 року включав в себе територію Жижкова. У 1879 році Королівські Виногради отримали статус міста. В 1922 році був приєднаний до так званої Великої Празі. До 1949 року був самостійною одиницею Прага-XII, а пізніше був розділений між двома, а згодом між п'ятьма міськими районами, причому західна частина Виноград стала центром нового району Прага 2. З 1960 року район називається просто Виногради.

## Історія
Виногради отримали свою назву від середньовічних виноградників, які знаходились на південно-західних схилах за міськими стінами над Кінським ринком, нинішньою Вацлавською площею. Назва Королівські виногради буланадана в пам'ять про роль чеського короля Карла IV у виникненні тут виноградарства.
У 1875 році цей район був поділений на дві частини з назвами Королівські Виногради I (згодом Жижков) і Королівські Виногради II, які в 1877 були в свою чергу перейменовані в Жижков і Королівські Виногради. З XIX столітті і до розпаду Австро-Угорщини в 1918 році габсбурзький централізм перешкоджав конкуренції з боку зростаючої Праги і призначав окремі райони нинішньої Праги самостійними королівськими містами замість об'єднання цих районів. Так з'явився Королівське місто Виногради.
З середини XIX століття за Національним музеєм почалося масове будівництво житлових будинків. Особливо бурхливо це будівництво відбувалося з 1880-х по 1920-ті роки. Пізніше почали забудовуватися і райони на схід від Виноград — Ограда і Малешице. Королівські Виногради швидко розвивалися і поступово стали четвертим за величиною містом в Богемії: у 1880 році тут жили 14 831 осіб, через десять років — 34 531, і в 1900 році — 52 504 жителів. До 1905 року в районі налічувалося 66 550 жителів (з них 4769 німців), до 1922 року — близько 90 тисяч
У 1922 році Виногради були приєднані разом з іншими районами до Праги. У зв'язку з цим проводилося перейменування вулиць, раніше названих на честь видатних чеських особистостей (наприклад, Палацького, Брандлова, Коменського і т. д.), для уникнення неоднозначностей в межах Праги. З тих пір вулиці на Виноградах називаються за назвами держав і столиць (Англійська, Американська, Італійська, Уругвайська, Югославська, Брюссельська, Белградська, Римська, Лондонська і т. д.).
У 1949 році західна частина Королівських Виноград була включена в район Прага-II, схожий на сучасну Прагу 2. Східна частина Королівських Виноград становила власний район Прага-XII.
У 1960 році частина Королівських Виноград на захід від Виноградської водопровідної станції в районі Прага 2 (разом з Вишеградом, частиною Нусле і Новим мєстом), а східна частина була розділена між Прагою 3 і Прагою 10 (з центром у Вршовіцах). Межа між Прагою 3 і Прагою 10 лежить по вулицях Корунни і Шробарової. Невеликі частини Виноград були віднесені до Праги 1 (ділянка між дорогами головної магістралі у верха Вацлавської площі, будівлі Федеральних Зборів і будинок Опери) і до Праги 4 (околиці північної частини вулиці Завишова, у трикутника залізничних колій поблизу Нусельського підйому, на місці колишньої Нусельської пивоварні).

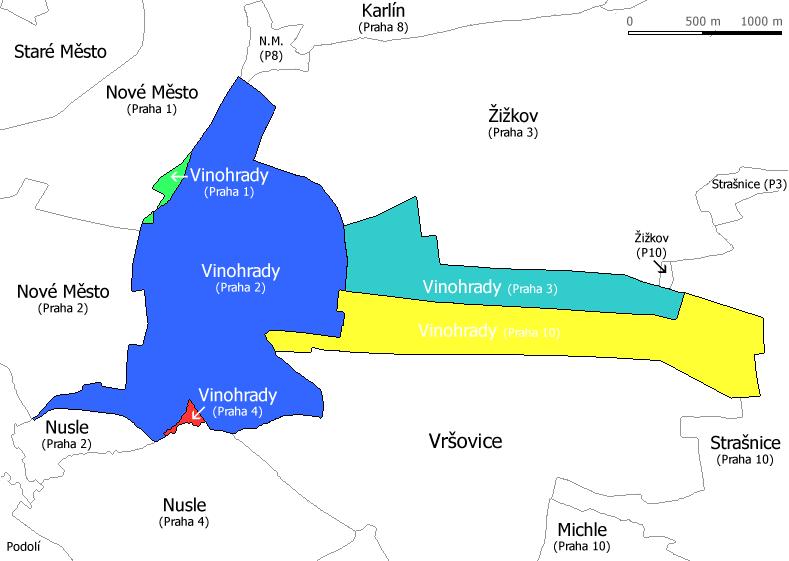
Виногради розділені між п'ятьма районами

Поділ Виноград — це рекордний поділ історичної місцевості в Празі, коли п'ять частин у різних міських районах називаються однаково. Жодна інша місцевість не розділена на п'ять або навіть на чотири адміністративних райони (всього п'ять празьких місцевостей є розділеними на три адміністративні райони).
Прагнення позбутися від ідеологічно небажаних асоціацій призвело до виключення найменування Королівські з назви Виноград при реорганізації району в 1960 році. Це сильно не сподобалося виноградським сім'ям та іншим мешканцям Виноград (на офіційних документах і свідченнях це найменування не використовувалося вже з 1945 року, при спробах усунути все німецьке, а також австро-угорське). Історична назва залишилося до сьогоднішнього дня, наприклад, у назві Лікарні Королівські Виногради і у великій кількості на старих червоно-білих номерах будинків (наприклад, Лондонська 506, Прага 12 — Королівські Виногради). Деякі політики домагаються повернення історичної назви.

## Транспорт
У 1897 році на Виноградах був продовжений трамвайний шлях від Національного музею до Флори. У 1979 і 1980 роках тут з'явилося метро. У 1992 році на кордоні Виноград була побудована Жижківська телевізійна вежа.
Зараз в Виногради можна потрапити на потягах метро ліній А і C, трамваями (маршрути 4, 6, 10, 11, 13, 16, 22, а також 5 і 26). Автобусне сполучення слабке, за винятком маршрутів 135, 136 і маршрутів в східній частині району. Нічний транспорт представлений трамваями.
Під західною частиною Виноград проходять три залізничних тунелі, що з'єднують головний вокзал Праги з вокзалами Прага-Вршовіце і Прага-Сміхов. З 1888 по 1944 рік існував невеликий вокзал Прага-Королівські Виногради.

## Пам'ятки
Центр Виноград складають площа Миру, Виноградська вулиця і парк Ріегрови сади.
| театри: - Театр Сметани (1886—1887, Новий німецький театр) - Театр на Виноградах (1905—1909, «Виноградський театр») транспорт, інфраструктура: - Будинок Чеського радіо (1929—1931, Чехословацьке радіо) - Головний вокзал Праги (1901—1909, Вокзал імператора Франца Йосифа I, вокзал Вільсона) - Виноградський ярмарок (1902) - Виноградська водонапірна башта (1891) - Нусельський спуск, що з'єднує Виногради і Нусле (у нинішньому вигляді з 1891) лікарні: - Виноградська лікарня кладовища, крематорії: - Празький крематорій (1929—1932) - Виноградське кладовище (1885) каплиці, церкві: - Каплиця св. сім'ї (1755) - Каплиця св. Вацлава (1897) - Костел святої Людмили (1888—1893) - Церква Пресвятого Серця Господнього на Виноградах (1928—1932) | школи, гімназії: - Гімназія архієпископа - Художня школа В. Голлара парки, сади: - Ріегрови сади (1904—1908) - Гавлічкови сади приватні будинки, вілли: - Будинок братів Чапек (1928—1929) в селищі Спілки журналістів (1923—1929) - Вілла Гребе (1871—1888, «Гребовка») - Вілла Котерова (1908—1909) - Будинок Лайхтера (1908—1909) - Шалоунова вілла (1908—1909) - Вілла просвіти, будинок Яна Масарика |

## Фотогалерея

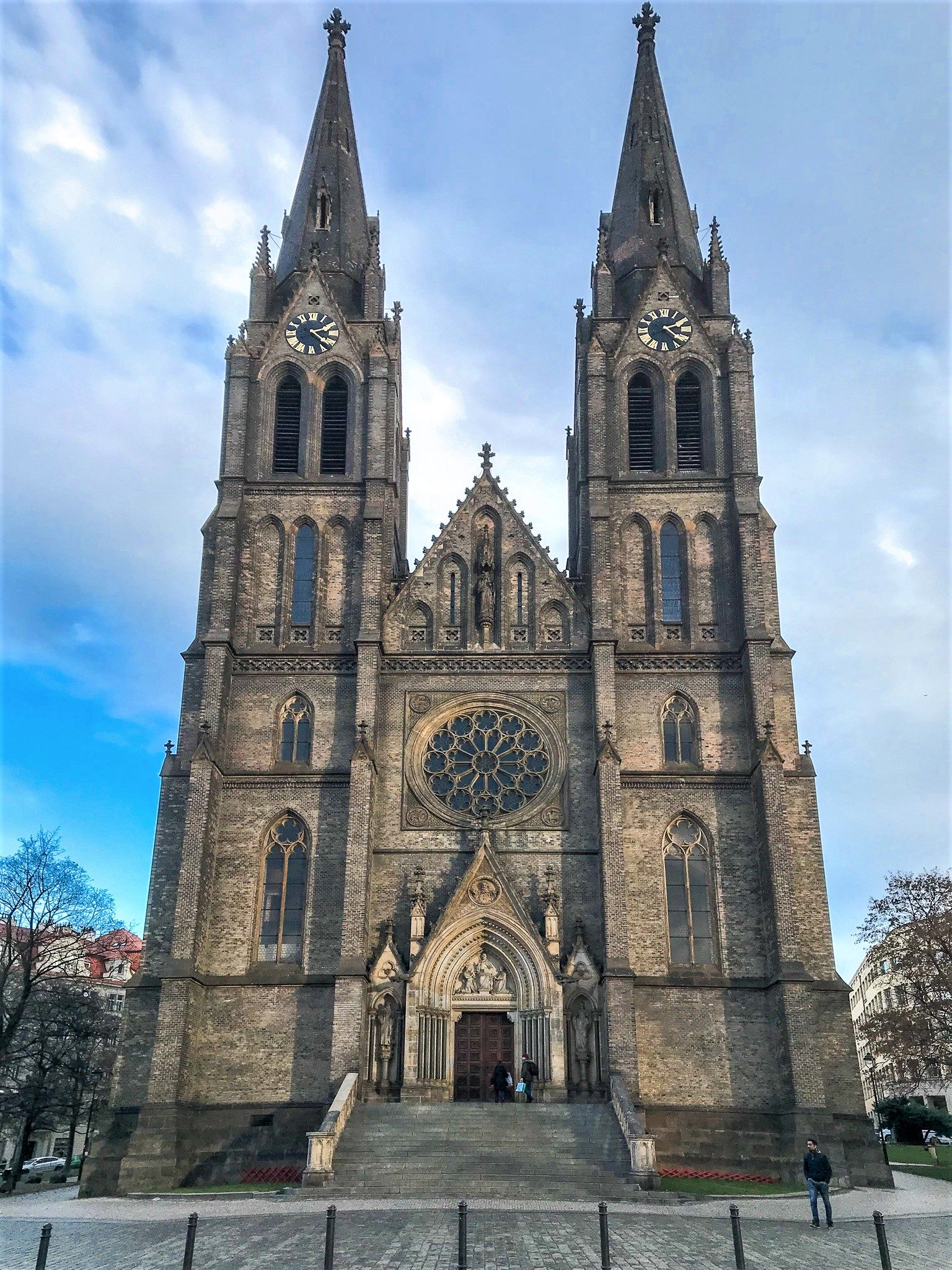
Площа миру, костел св. Людмили
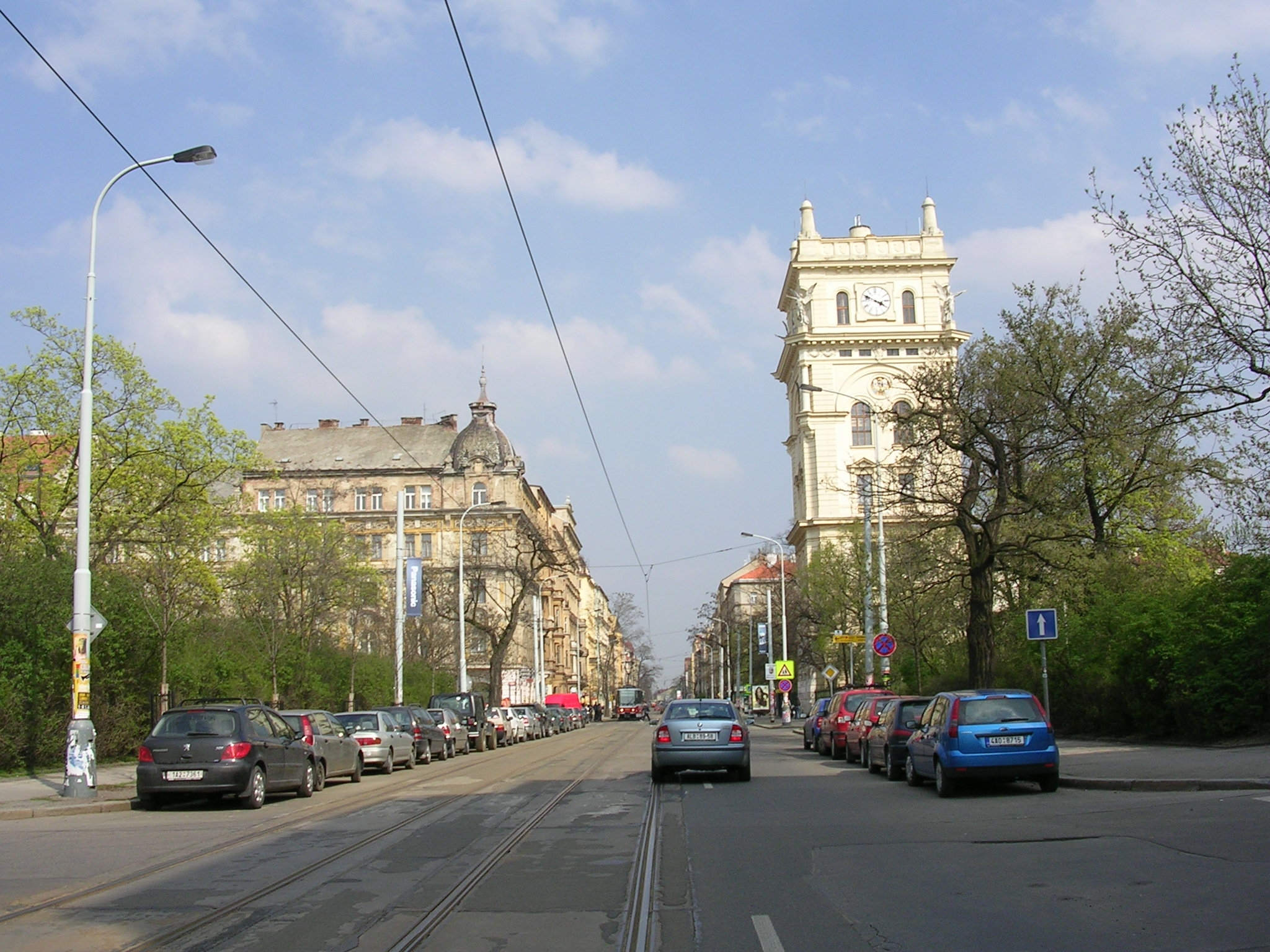
вул. Корунни з водопровідною станцією
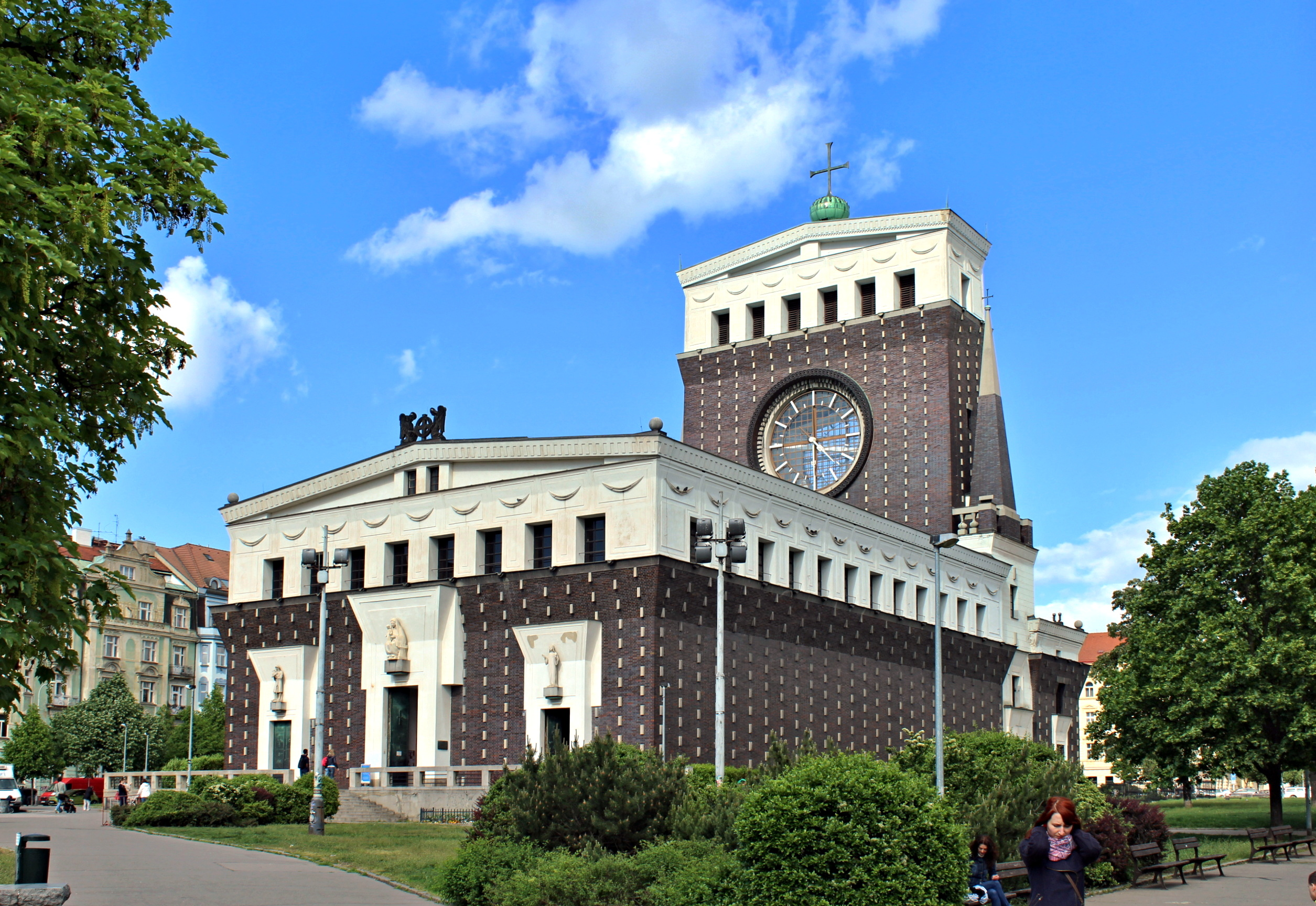
Церква Пресвятого Серця Господнього, площа Їржі з Подебрад на Виноградах